# Xã Lee, Quận Carroll, Ohio
Xã Lee (tiếng Anh: Lee Township) là một xã thuộc quận Carroll, tiểu bang Ohio, Hoa Kỳ. Năm 2010, dân số của xã này là 1.087 người.